# Служба (военное управление)

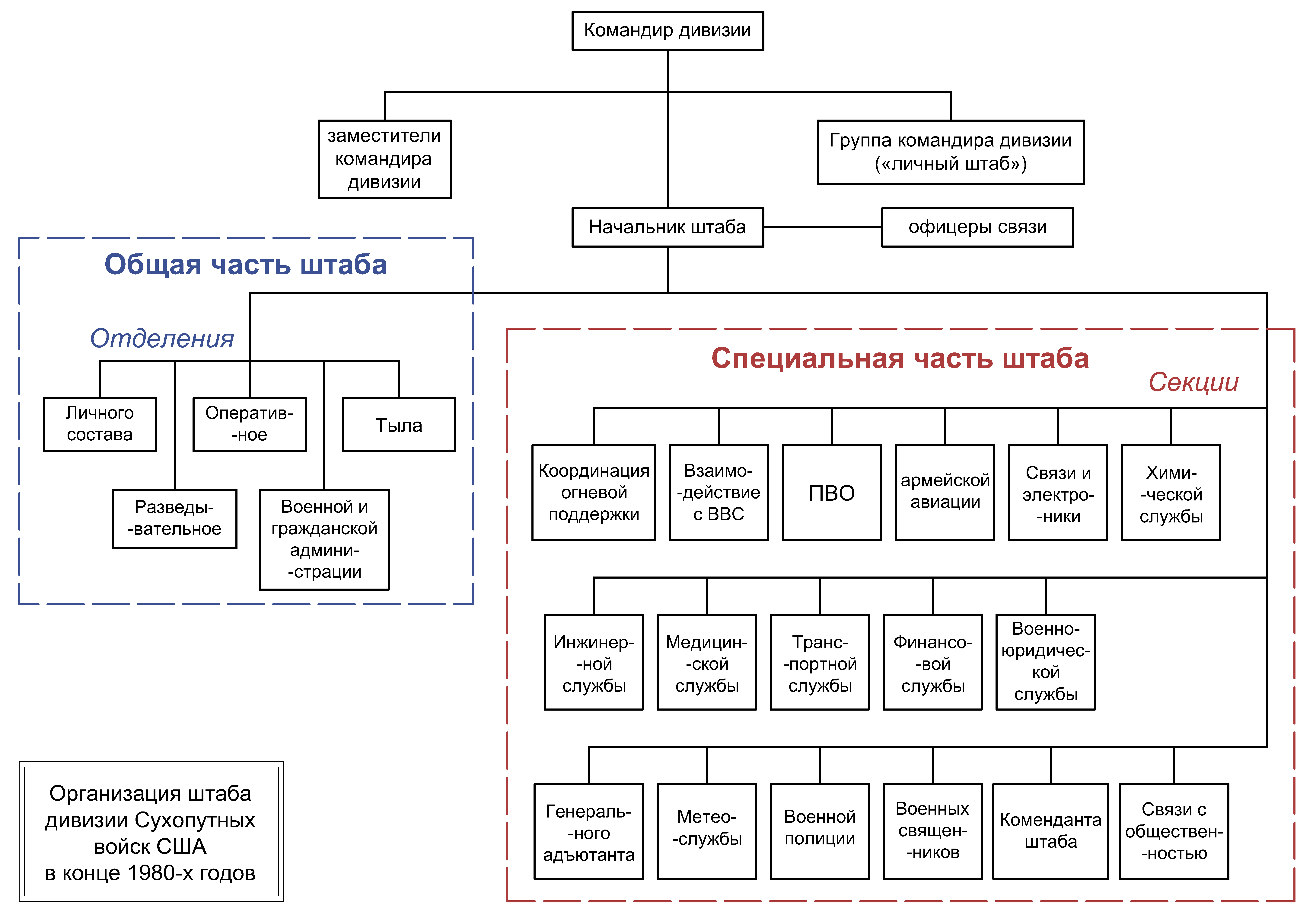
Организация штаба дивизии Сухопутных войск США в конце 1980-х годов.
Службы на схеме отнесены к Специальной части штаба (секции)

Слу́жба — система штатных органов управления и воинских формирований, выполняющая функции обеспечения и обслуживания войск (сил) в соответствии со своей специализацией.

## Особенности
Особенностями штатной структуры служб является наличие органов во всех уровнях управления и строгая централизация их работы. Деятельность каждой службы регламентируется уставами, наставлениями, инструкциями, а также приказами, директивами и боевыми распоряжениями. Каждая служба специализируется по определённому виду обеспечения или обслуживания.
Должностное лицо возглавляющее службу в русской военной терминологии называется Начальник службы. В полном названии должности указывается название службы а также формирование в штате которого прописана данная служба. К примеру:
- Начальник финансовой службы отдельного батальона;
- Начальник ракетно-артиллерийского вооружения полка;
- Начальник медицинской службы бригады;
- Начальник службы горюче-смазочных материалов дивизии.

В организационном порядке служба представляет собой коллектив военнослужащих при штабе воинской части (соединения, объединения, командования рода войск и т. д.) возглавляемый начальником службы.

## История
В Русском царстве службы, как административно-штатных органов снабжения, обеспечения и обслуживания послужили приказы, которые появились в XVII веке. Они отвечали за обеспечение войск фуражом, продовольствием, вещевым и денежным довольствием. В XVIII веке была создана Военно-медицинская служба и Служба артиллерийского снабжения.
В 1711 году все вопросы хозяйственно-вещевого, денежного и продовольственного снабжения были переданы в кригс-комиссариат.
В 1864 году в составе Военного министерства было создано Главное интендантское управление. Аналогичные управления были созданы в военных округах (окружные интендантские управления), в армиях (полевые интендантские управления). Этим самым было завершено создание централизованной Интендантской службы в царской армии.
В последующем в царской армии также были созданы централизованные многоуровневые системы Инженерной службы и Военно-топографической службы.
В 1918 году в РККА была создана Служба военных сообщений.
С появлением в войсках бронетанковой техники в конце 20-х годов была создана Инженерно-танковая служба.
В 1936 году появилась Служба снабжения горючим.

## Разновидности служб
В Вооружённых силах Российской Федерации к 2003 году существовали следующие службы:
| Службы боевого обеспечения | Службы технического обеспечения (Технические службы) | Службы тылового обеспечения (Службы тыла) | Другие службы |
| --- | --- | --- | --- |
| авиационная метеорологическая служба аэрофотослужба военно-лоцманская гидрографическая служба гидрометеорологическая служба инженерная служба комендантская служба поисково-спасательная служба служба безопасности полётов служба радиационной, химической и биологической защиты топографическая служба шифровальная служба штурманская служба | автомобильная служба бронетанковая служба инженерно-авиационная служба инженерно-аэродромная служба инженерно-ракетная служба ионосферная служба метрологическая полигонная служба служба ракетно-артиллерийского вооружения | вещевая служба ветеринарная служба квартирно-эксплуатационная служба продовольственная служба ремонтно-аварийная служба служба горюче-смазочных материалов служба материально-технического обеспечения продовольственная служба | медицинская служба финансовая служба военно-оркестровая служба военно-юридическая служба служба фельдъегерско-почтовой связи |

По мнению военных экспертов, некоторые разновидности служб технического обеспечения, занимающиеся ремонтом военной техники (бронетанковая служба, служба ракетно-артиллерийского вооружения, автомобильная служба и др.), относятся к службам боевого обеспечения.

## Службы в других армиях
Службы как системы органов военного управления присутствуют во всех армиях мира. В зависимости от государства, службы в вооружённых силах, выполняющие аналогичные функции, что и в ВС РФ, могут различаться по названию и по организации. Также могут быть службы, для которых аналогов в российских вооружённых силах не имеется.
К примеру в Армии США имеются следующие виды служб:
- артиллерийско-техническая служба;
- военно-медицинская служба;
- военно-юридическая служба;
- женская служба;
- инженерная служба;
- квартирмейстерская служба;
- служба военной полиции;
- служба военных священников;
- служба связи;
- транспортная служба;
- финансовая служба;
- химическая служба;
- и другие службы.